# Lucila Vit
María Lucila Vit Lepíscopo (Rosario, Provincia de Santa Fe, 28 de febrero de 1985), más conocida como Lucila Vit, es una modelo y presentadora argentina nacionalizada chilena.
Es conocida por su participación en Yingo y otros programas de la televisión chilena.

## Biografía
Lucila Vit nació el 28 de febrero de 1985 en Rosario. Tiene dos hermanos, ambos mayores que ella. Estudió en un colegio italiano, donde practicó diversos deportes, entre ellos hockey sobre césped y natación. Por su familia es hincha de toda la vida de Rosario Central. Estando todavía en el colegio se le acercó un fotógrafo italiano de una marca de ropa deportiva muy conocida, quien la invitó a un casting de modelos. Lucila Vit fue acompañada de su padre y quedó seleccionada.
A los dieciocho años se fue a vivir con otras modelos a Buenos Aires, en este lugar vio cosas que no le gustaron en cuanto al ambiente de las modelos, como drogas, egos y la prostitución. En 2004, Lucila Vit logró el primer lugar del concurso de "colitas" en su país y en Argentina llegó a ser fotografiada para la revista Gente.
Después viajaría a Chile gracias a una agencia de Buenos Aires por dos meses, tras los cuales regresó a Buenos Aires, pero como la siguieron llamando para realizar eventos en Chile, finalmente se estableció en dicho país. En 2005, Lucila Vit fue elegida en segundo lugar del concurso Miss Reef Chile en las playas de Maitencillo.

### Carrera televisiva
Paralelamente también ha trabajado en comerciales para televisión y revistas, como para las empresas Easy, Ripley y Entel. Actuó en un episodio de la versión chilena de la serie Casado con hijos y en Teatro en Chilevisión.
En sus actuaciones en la televisión chilena también cabe destacar el extinto programa Yingo de Chilevisión, donde estuvo desde el comienzo de dicho programa, allí tuvo una destacada participación, incluso grabó una canción para el álbum del programa. Se retiró de Yingo por diversas razones personales, principalmente no le gustaba el ambiente del programa. En una entrevista de la revista Qué Pasa comentó que en sus planes futuros están el estudiar teatro, nutrición y dedicarse a la traducción del inglés e italiano.
En el 2009 coanimó el programa juvenil La muralla infernal de Mega, junto a Fernando Godoy. En 2011 es invitada a participar en Fiebre de Baile 4 y más tarde, fue parte de la teleserie del primer semestre de 2011 de Chilevisión, Vampiras, interpretando a la "malvada" Pamela Lascarruain. En 2015 es contratada para conducir el programa FOX Fit de Fox Sports, logrando un gran éxito a nivel continental con dicho espacio, en el cual participó hasta fines de 2019.
Actualmente se encuentra alejada de la televisión, enfocada en el proyecto de su página web, donde escribe y comparte rutinas de entrenamiento e información relacionada con la vida sana y el deporte.

### Vida privada
El 27 de diciembre de 2016 se divorció del golfista chileno Benjamín Alvarado, con quien se había casado en 2012.
El 14 de septiembre de 2019 confirmó el inicio de su relación amorosa con Lucas Passerini, en ese entonces delantero de Palestino, mediante una foto en Instagram publicada por ambos. Cuando el futbolista argentino fue transferido al Cruz Azul, la pareja se fue a vivir a México. A inicios de diciembre de 2020 la pareja comunicó el fin de la relación, y Lucila regresó a radicarse en Chile.
Semanas después, antes del fin del año 2020, comenzó un nuevo romance, ahora con el exfutbolista y comentarista deportivo, Rafael Olarra. Fruto de esta relación amorosa en septiembre de 2021 ambos anuncian por redes sociales que serían padres, el 6 de abril de 2022 Lucila Vit da a luz a su primera hija, Agustina Olarra Vit.

## Filmografía

### Televisión
| Año       | Programa                     | Rol           | Canal            |
| --------- | ---------------------------- | ------------- | ---------------- |
| 2007      | El club de la comedia        | Comediante    | Chilevisión      |
| 2007      | Yingo                        | Participante  | Chilevisión      |
| 2009      | La muralla infernal          | Conductora    | Mega             |
| 2010      | Golpe bajo                   | Coconductora  | Mega             |
| 2011      | Fiebre de baile 4            | 7.° Eliminada | Chilevisión      |
| 2011      | Teletón 2011                 | Telefonista   | Anatel           |
| 2012      | Teletón 2012                 | Telefonista   | Anatel           |
| 2012      | Pareja perfecta              | Anfitriona    | Canal 13         |
| 2015-2019 | Fox Fit                      | Conductora    | Fox Sports Chile |
| 2017-2019 | Agenda Fox                   | Panelista     | Fox Sports Chile |
| 2019      | Viña del Mar 2019: La Previa | Notera        | Fox Channel      |

### Cine
| Cine | Cine          | Cine       | Cine      |
| Año  | Película      | Rol        | Personaje |
| ---- | ------------- | ---------- | --------- |
| 2014 | Mamá ya crecí | Secundario | Aycha     |

### Teleseries
| Teleseries | Teleseries | Teleseries          | Teleseries  |
| Año        | Teleserie  | Rol                 | Canal       |
| ---------- | ---------- | ------------------- | ----------- |
| 2011       | Vampiras   | Pamela del Madrigal | Chilevisión |

### Series y unitarios
| Series y unitarios | Series y unitarios    | Series y unitarios | Series y unitarios |
| Año                | Teleserie             | Rol                | Canal              |
| ------------------ | --------------------- | ------------------ | ------------------ |
| 2008               | Casado con hijos      | Francisca          | Mega               |
| 2008               | Teatro en Chilevisión | Rocío              | Chilevisión        |
| 2009               | Teatro en Chilevisión | Mónica Jorquera    | Chilevisión        |
| 2011               | Teatro en Chilevisión | -                  | Chilevisión        |

### Programas de televisión
- SQP (Chilevisión, 2009) - Invitada
- Gigantes con Vivi (Mega, 2010) - Modelo
- Mujeres primero (La Red, 2013) - Invitada
- Mujeres primero (La Red, 2014) - Invitada
- SQP (Chilevisión, 2014) - Invitada

### Publicidad
- Cereal Bar (2009)
- Gillette (2010) - Protagonista de comerciales junto a Gianella Marengo y Vale Roth